# فيرونيكا لوغان
فيرونيكا لوغان (بالإيطالية: Veronica Logan)‏ هي ممثلة إيطالية، ولدت في 22 مايو 1969 بروما في إيطاليا.

## وصلات خارجية
- فيرونيكا لوغان على موقع IMDb (الإنجليزية)
- فيرونيكا لوغان على موقع ألو سيني (الفرنسية)
- فيرونيكا لوغان على موقع أول موفي (الإنجليزية)
- فيرونيكا لوغان على موقع قاعدة بيانات الأفلام السويدية (السويدية)
- فيرونيكا لوغان على موقع قاعدة بيانات الفيلم (الإنجليزية)
- فيرونيكا لوغان على موقع كينوبويسك (الروسية)